# Cerkiew św. Onufrego w Oleszycach
Cerkiew św. Onufrego w Oleszycach – parafialna cerkiew greckokatolicka w Oleszycach.

## Historia i architektura
Cerkiew jest murowana, zbudowana w 1809 na planie krzyża, z centralną kopułą i wieżyczka na sygnaturkę. Prezbiterium jest zamknięte trójbocznie, a po jego bokach znajdują się dwie zakrystie. W 1901 obiekt był restaurowany i przebudowany, a w 1936 remontowany. Po 1947 został opuszczony. W latach 50. XX w. służył jako magazyn. Na początku lat 70. rozebrano murowaną dzwonnicę z wzniesioną w 1846. Obecnie cerkiew popadła w ruinę.

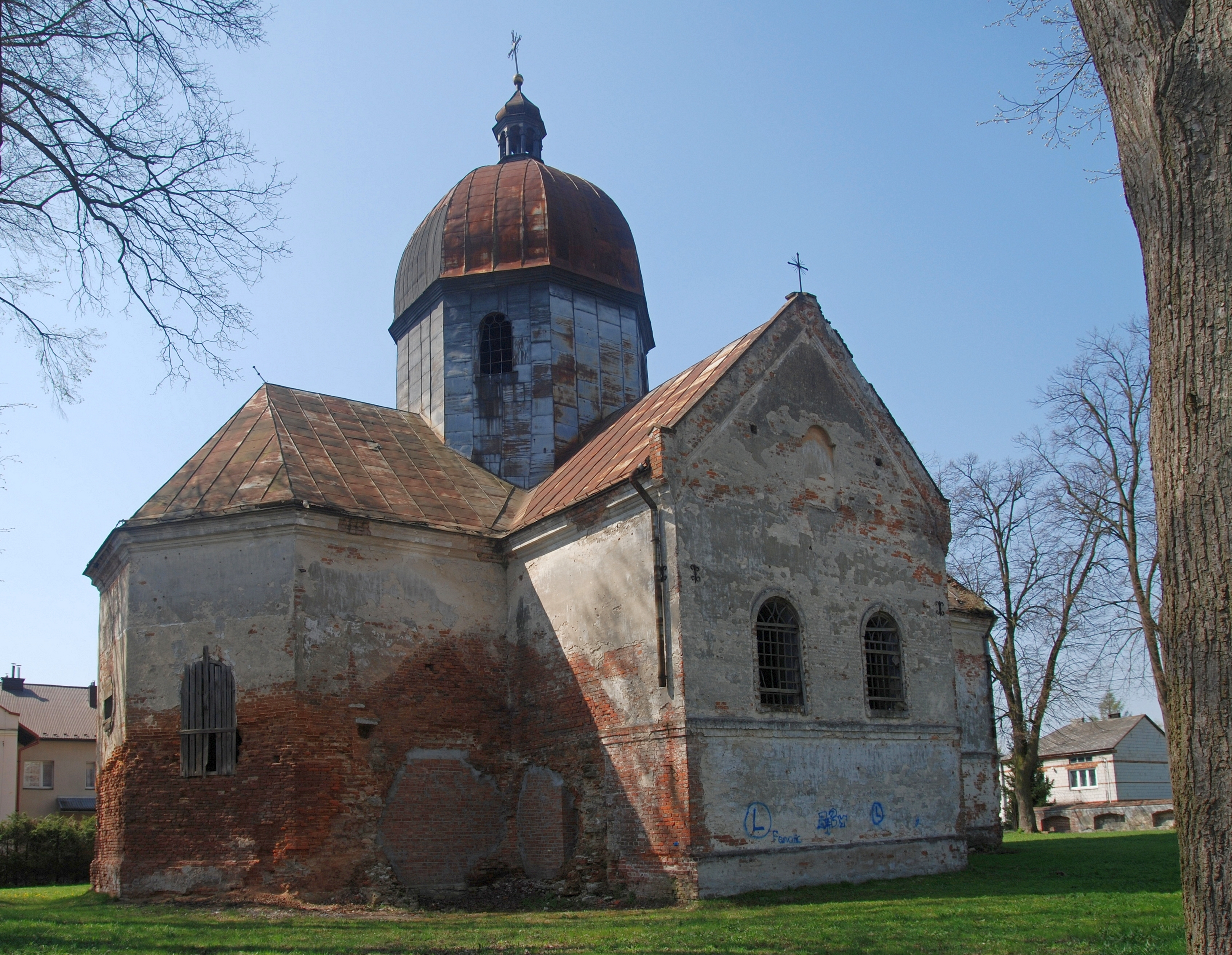
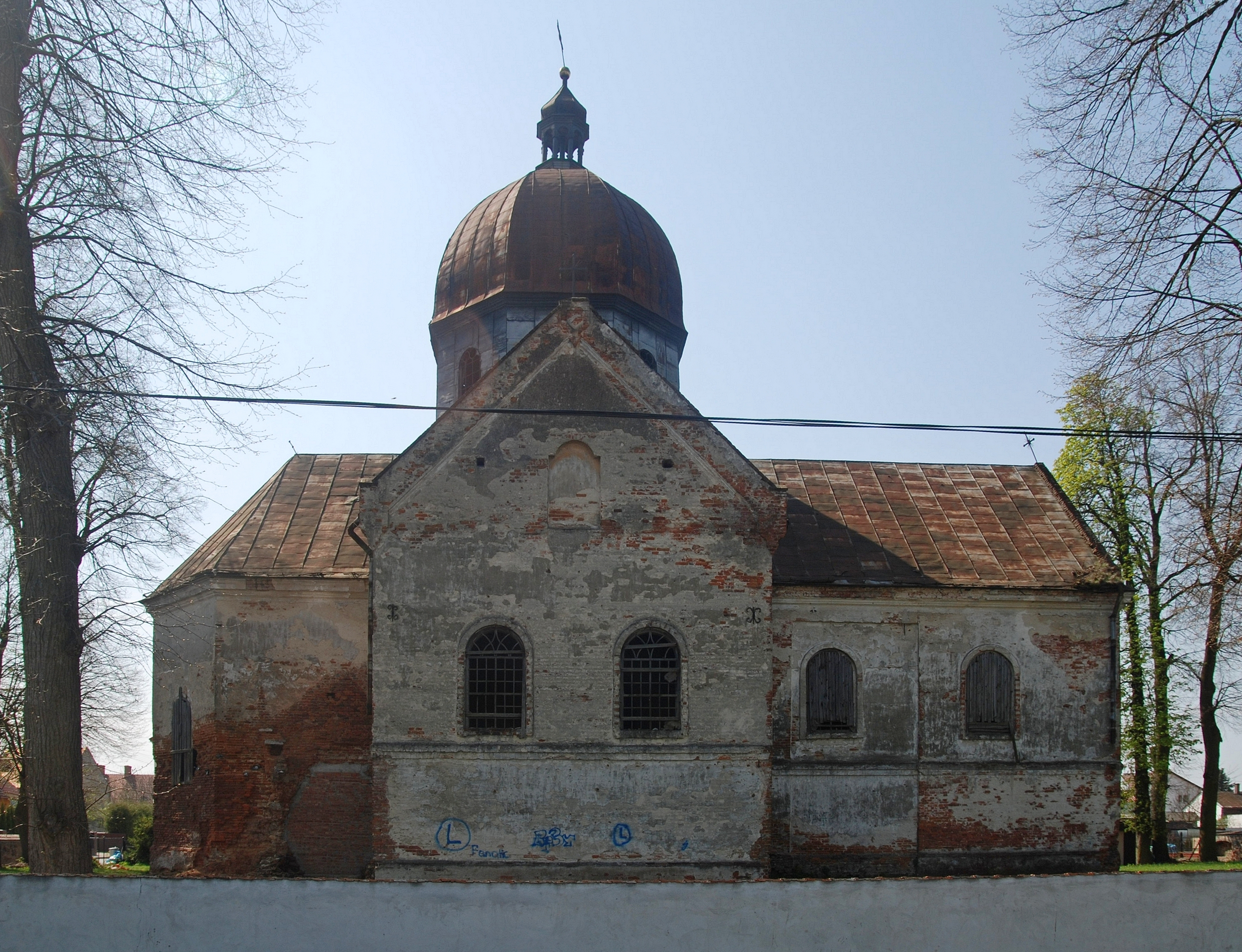
Elewacja północna
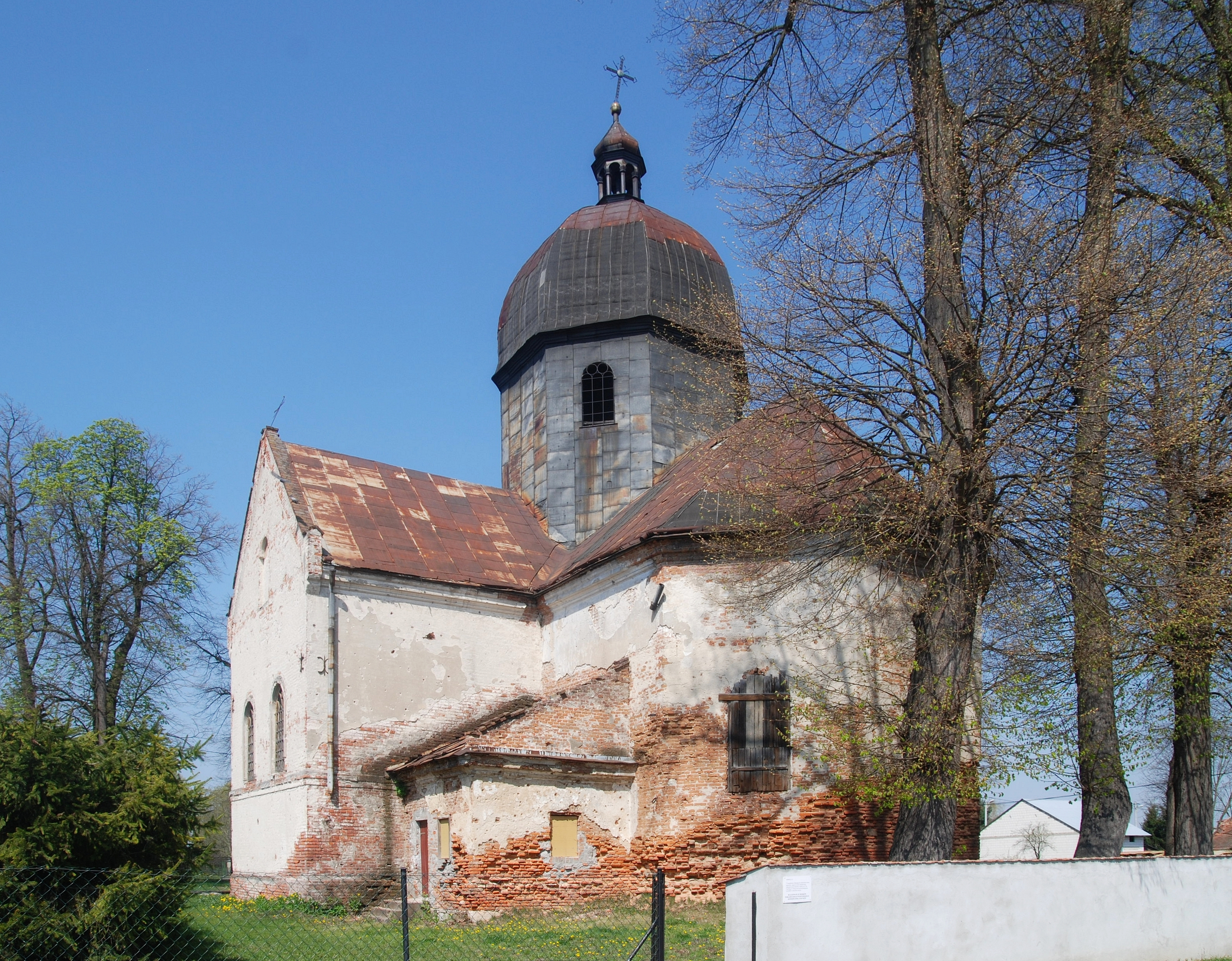
Widok od prezbiterium
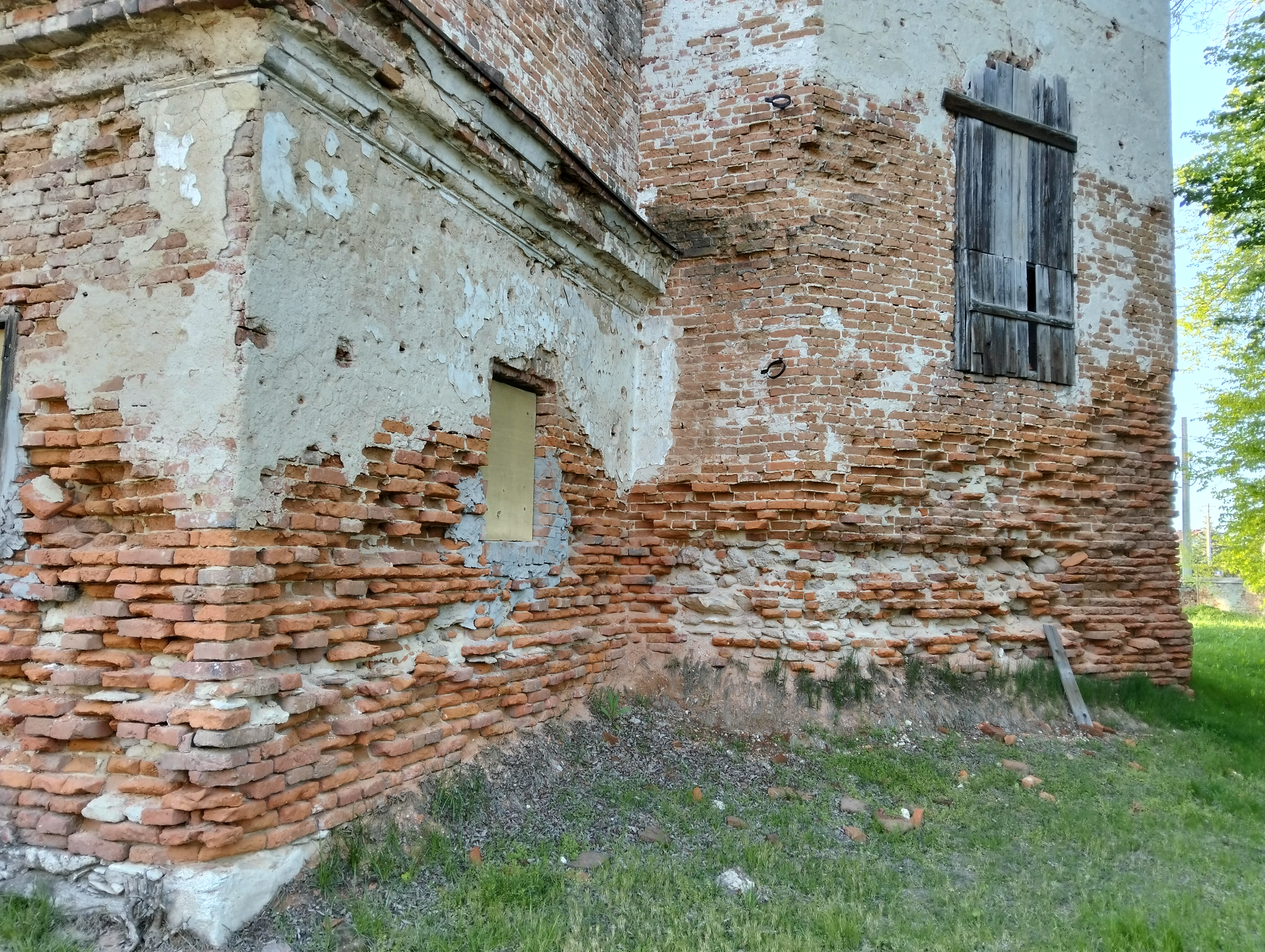
Ubytki cegły w murze